# Unión Mundial de Escritores Médicos
La Unión Mundial de los Escritores Médicos (UMEM) es una entidad literaria que congrega médicos escritores del mundo entero. Fue creada en 1955 con la como Fédération Internacionale des Sociétés des Écrivains Médecins (FISEM), solo utilizando la denominación actual en 1973 en Varsovia por ocasión de su congreso realizado aquel año. Cuando fue creada la FISEM, solo pocos países (Francia, Italia, Suiza y Bélgica) tenían entidades nacionales de médicos escritores. La UMEM tiene por finalidad permitir a sus miembros un mejor conocimiento entre todos, estableciendo lazos de amistad y comprensión entre los médicos escritores de nacionalidades diferentes, favoreciendo su actividad literaria y ayudando en la difusión de sus obras.